# Albertina (Minas Gerais)
Albertina é um município brasileiro do estado de Minas Gerais, na microrregião de Poços de Caldas. Sua população recenseada em 2022 era de 2 952 habitantes. A área é de 58,010 km² e a densidade demográfica de 50,89 habitantes por quilômetro quadrado.
Seus municípios limítrofes são Andradas ao norte, Jacutinga ao sul e os paulistas Espírito Santo do Pinhal a oeste e Santo Antônio do Jardim a noroeste, ficando na divisa entre os estados de São Paulo e Minas Gerais. Está localizada a 493 km de Belo Horizonte.